# J. A. Ryley
J. A. Ryley war ein britischer Automobilhersteller, der nur 1913 in Birmingham ansässig war.
Der Ryley war ein Cyclecar, das von einem V2-Motor von J.A.P. mit 6 bhp (4,4 kW) Leistung angetrieben wurde.